# Valentine Adler
Valentine Adler (también conocido como Vali Adler) (5 de mayo de 1898 - 6 de julio de 1942) fue un escritor y activista austríaco.

## Vida personal
Valentine Adler nació en 1898 en Viena, Austria. Su padre era Alfred Adler y su madre era Raissa Timofeyevna Epstein, hija de un comerciante judío de Moscú. Ella era la hermana de Alexandra Adler.  Se casó con el periodista húngaro Gyula Sas.

## Participación política
Adler se unió al Partido Comunista de Austria en 1919. Abandonó el partido en 1921. Ese año se unió al Partido Comunista Alemán. Tenía interés en mudarse a la Unión Soviética debido al estado político del país. Cuando el nazismo ganó influencia en Alemania, su marido se mudó a Moscú. Adler se mudó allí en 1933. Adler comenzó a trabajar como editor en una editorial centrada en los emigrantes soviéticos. Se desilusionó de la Unión Soviética a medida que el clima político y social cambiaba y expresó sus preocupaciones a través de sus escritos.

## Arresto, condena y muerte
El 22 de enero de 1937, Adler y Sas fueron arrestados y encarcelados en el edificio de la Lubyanka. Los interrogaron allí. Luego fue trasladada a la prisión de Butyrki. El 19 de septiembre de 1937 fue condenada a diez años de prisión por ser "culpable de actividades trotskistas ilegales y de haber establecido contactos con grupos trotskistas extranjeros". Sus padres ya habían conocido a León Trotsky, lo que, según el tribunal militar, era la causa de los intereses y la participación de Adler en el activismo antisoviético. Murió en un campo de Gulag el 6 de julio de 1942.

## Legado
En 1952, Albert Einstein solicitó a la Unión Soviética que publicara detalles sobre el juicio de Adler. Hasta esta petición se desconocía la fecha de su fallecimiento. Fue declarada rehabilitada el 11 de agosto de 1956 por el Tribunal Supremo de la URSS.